# Gittensdorf
Der Weiler Gittensdorf ist ein Gemeindeteil der Gemeinde Loitzendorf im niederbayerischen Landkreis Straubing-Bogen.

## Geographie
Gittensdorf liegt etwa einen Kilometer nordöstlich vom Hauptort Loitzendorf. Der Ort erstreckt sich beidseits der Kreisstraße SR 67.

## Geschichte
Mit der Gebietsreform in Bayern verlor die ehemalige Gemeinde Gittensdorf die Eigenständigkeit und wurde am 1. Januar 1974 vollständig in die Gemeinde Loitzendorf eingegliedert.

### Gemeindeteile der ehemaligen Gemeinde Gittensdorf
| - Auhof - Blüthensdorf - Edenhof - Gallnerwies - Gittensdorf - Haselhof - Heubeckengrub | - Höhenstadl - Holzhof - Kager - Maierhofen - March - Obermannbach | - Pfauhof - Stockwies - Streitberg - Traumarch - Weigelsberg - Wiedenhof |

### Einwohnerentwicklung
| Jahr                           | 1840 | 1852 | 1861 | 1867 | 1871 | 1875 | 1885 | 1900 | 1925 | 1950 | 1961 | 1970 | 1987 |
| ------------------------------ | ---- | ---- | ---- | ---- | ---- | ---- | ---- | ---- | ---- | ---- | ---- | ---- | ---- |
| Einwohner Gemeinde Gittensdorf | 365  | 325  | 359  | 370  | 339  | 338  | 337  | 362  | 350  | 382  | 259  | 263  |      |
| Einwohner Weiler Gittensdorf   |      |      | 40   |      | 47   | 45   | 46   | 42   | 40   | 54   | 38   | 41   | 33   |